# 寺田宇多菜
寺田 宇多菜（てらだ うたな、1999年3月10日 - ）は、大阪府出身の日本の柔道選手。階級は70kg級。身長165cm。血液型はO型。組み手は左組み。得意技は内股。

## 経歴
柔道は5歳の時に柔剛会で始めた。小学校5年の時には全国小学生学年別柔道大会40㎏級の決勝トーナメント1回戦で敗れると、6年の時には45㎏級の初戦で敗れた。 奈良県の広陵中学1年の時に全国中学校柔道大会44㎏級の3回戦で敗れると、2年の時には48㎏級の3回戦で敗れた。3年の時には52㎏級で5位になると、団体戦では決勝で大成中学と対戦して武田亮子と引き分けるも、チームは敗れて2位だった。敬愛高校に進むと、2年の時には高校選手権52㎏級の初戦敗れた。団体戦では決勝で大成高校と対戦して武田亮子に僅差で敗れるも、大将戦でエースの児玉ひかるが一本勝ちしてチームは優勝を飾った。
2017年には桐蔭横浜大学へ進学した。階級を70㎏級まで上げた3年の時には全日本ジュニアで3位になるも、学生体重別では2回戦で敗れた。優勝大会では5位だった。ベルギー国際では決勝で世界ジュニアチャンピオンである桐蔭学園高校3年の朝飛真実を破って優勝した。4年の時には講道館杯の準々決勝で元世界選手権3位であるコマツの大野陽子を一本背負投の技ありで破ると、決勝では環太平洋大学4年の田中志歩を袈裟固で破って、シニアの全国大会初優勝を飾った。
2021年4月からはJR東日本の所属となった。体重別は決勝で自衛隊体育学校の新添左季に技ありで敗れて2位だった。11月のグランドスラム・バクーでは決勝でクロアチアのララ・ツヴィエトコを体落で破るなど全て一本勝ちして、IJFワールド柔道ツアー初優勝を飾った。12月の全日本選手権では準決勝で同じ階級の同僚である田中志歩に有効で敗れて3位だった。2022年4月の体重別では決勝で田中に反則負けを喫した。その後階級を63㎏級に下げると、実業個人選手権では優勝した。グランドスラム・バクーでは3位だった。2023年6月の実業団体では優勝した。階級を70㎏級に再び上げると、11月の講道館杯では決勝でコマツの西願寺里保を技ありで破って優勝した。12月のグランドスラム・東京では準々決勝で中立選手(AIN)名義で出場したロシアのマディナ・タイマゾワに敗れて負傷したため、その後の3位決定戦に出場できず5位だった。2024年には実業個人選手権で優勝した。講道館杯でも決勝で東海大学2年の本田万結を技ありで破って2連覇した。グランドスラム・東京では決勝で本田に小外刈で敗れて2位だった。2025年2月のグランドスラム・パリでは2回戦でスペインのアイ・ツノダ・ロウスタントに反則負けを喫した。4月の体重別では決勝で同僚の田中との対戦となったが、お互い牽制し合ったために両者反則負けを喫した。過去に今大会の初戦や準決勝で両者反則負けになったことはあったが、決勝でそれが起こって結果として優勝者なしとなったのは、今回が初めてのケースとなった。続く全日本選手権では3回戦でパリオリンピック48㎏級金メダリストであるSBC湘南美容クリニックの角田夏実を3－0の判定で破るも、準々決勝で57㎏級の選手である筑波大学2年の白金未桜に1－2の判定で敗れた。なお、東海大学4年の本田万結に代わって世界団体の代表に選ばれた。6月の実業団体では1勝1分けだったが、チームは3連覇を飾った。世界団体 では全勝するも、チームは準決勝のジョージア戦で敗れて3位だった。7月のグランドスラム・ウランバートルでは決勝で中国のリウ・ルを合技で破るなどオール一本勝ちで優勝した。
IJF世界ランキングは1000ポイント獲得で35位(25/7/20現在)。

## 戦績
- 2012年 -　近代柔道杯　3位
- 2013年 -　近代柔道杯　3位
- 2013年 -　全国中学校柔道大会　個人戦　5位　団体戦　2位
- 2013年 -　マルちゃん杯　3位
- 2015年 -　高校選手権　団体戦　5位
- 2015年 -　全日本カデ　5位
- 2016年 -　高校選手権　団体戦　優勝

70㎏級での戦績
- 2019年 -　優勝大会　5位
- 2019年 -　全日本ジュニア　3位
- 2019年 -　講道館杯　7位
- 2020年 -　ベルギー国際　優勝
- 2020年 -　講道館杯　優勝
- 2021年 -　体重別 2位
- 2021年 -　グランドスラム・バクー 優勝
- 2021年 -　全日本選手権 3位
- 2022年 -　体重別 2位

63㎏級での戦績
- 2022年 - 実業個人選手権　優勝
- 2022年 -　グランドスラム・バクー　3位
- 2023年 - 実業団体　優勝

70㎏級での戦績
- 2023年 -　講道館杯　優勝
- 2023年 -　グランドスラム・東京　5位
- 2024年 - 実業個人選手権　優勝
- 2024年 -　講道館杯　優勝
- 2024年 - グランドスラム・東京　2位
- 2025年 -　体重別 2位
- 2025年 -　全日本選手権 5位
- 2025年 -　実業団体 優勝
- 2025年 - 世界団体 3位
- 2025年 - グランドスラム・ウランバートル　優勝